# MobileCoin
MobileCoin é uma criptomoeda peer-to-peer desenvolvida pela MobileCoin Inc., fundada em 2017 por Josh Goldbard e Shane Glynn.

## Visão geral da tecnologia
A MobileCoin tem foco no anonimato transacional (fungibilidade), facilidade de uso, velocidade de transação, baixo impacto ambiental e taxas baixas. A mecânica do MobileCoin baseia-se em Stellar (para consenso) e Monero (para privacidade), usando CryptoNote juntamente com provas de conhecimento zero para ocultar detalhes das transações dos usuários.
A empresa MobileCoin afirma que a criptomoeda pode facilitar pagamentos descentralizados para transações diárias mais rápidos do que a maioria das outras criptomoedas.
MobileCoin é uma blockchain de criptomoeda unidimensional. Os blocos usam um protocolo de consenso originalmente desenvolvido para a rede de pagamento Stellar. As transações são validadas em enclaves seguros SGX e são baseadas em criptografia de curva elíptica. As entradas de transação são mostradas na blockchain com provas de associação de Merkle e são assinadas com assinatura de anel vinculável de multicamadas Schnorr-style, e os valores de saída (comunicados aos destinatários via ECDH) são ocultados com compromissos de Pedersen e comprovados em uma faixa legítima com não-provas interativas de conhecimento zero. [fonte não primária necessária]
Grande parte da tecnologia da MobileCoin vem de criptomoedas anteriores com foco na privacidade como Monero, que foi reescrita em Rust para a MobileCoin. [fonte não primária necessária]